# Linn (Kansas)
Linn è una città degli Stati Uniti d'America della contea di Washington nello Stato del Kansas.